# حمزة (اسم)
أصل أسم حَمزة عربي ويعني الأسد، وهو اسم علم شخصي مذكر وله انتشار عند الشعوب الإسلامية، وسمي بالأسد لشدته وصلابته، وهناك أيضًا نبتة حريفة وبقلة لاذعة تسمى حمزة.
و يأتي معناه أيضاً حُموضَة وحرافة في الطعم، والشيء الحامض الذي يلذَع اللسان. كما يدلّ أيضاً على الشدّة والحَزمْ.

## الشخصيات
- حمزة بن عبد المطلب عم النبي محمد.
- حمزة الزيات قارئ في العصر الأموي والعصر العباسي وأحد القراء السبعة.
- حمزة يوسف (1960 -) داعية إسلامي أمريكي.
- حمزة بن حسن فتيحي (1911 – 2004) مؤسس نادي اتحاد جدة.
- حمزة إبراهيم غوث (1880م - 1970م) سياسي سعودي.
- حمزة إدريس (1972) مهاجم اتحاد جدة والمنتخب السعودي.
- حمزة الجمل (2 مارس 1970) لاعب كرة قدم مصري معتزل.
- حمزة يونس (1986) مهاجم في نادي الصفاقسي ومنتخب تونس.
- حمزة السقاف (1943) صحفي وإذاعي يمني.
- حمزة علاء الدين (1929 – 2006) مطرب وموسيقي نوبي.
- حمزة نمرة (1980) مغني وعازف غيتار من مصر.
- حمزة (رابر) (1994) رابر ومغني بلجيكي من أصل مغربي.
- حمزة بن لادن (من مواليد 1989 ويُحتمل أنّه قُتل عام 2019) ابنُ زعيم تنظيم القاعدة الأبرز أسامة بن لادن.
- حمزة بن دلاج (1 يناير-1988) مخترق جزائري.
- حمزة كاشغري (1989) شاعر وكاتب سعودي.
- حمزة شحاتة (1909-1972) شاعر وأديب سعودي.
- حمزة المزيني (1944) أستاذ لسانيات سعودي معاصر.
- حمزة بن الحسين (29 مارس 1980) ولي عهد المملكة الأردنية الهاشمية السابق والأخ غير الشقيق للملك عبد الله الثاني.
- حمزة البسيوني عسكري مصري من الضباط الأحرار.